# God of War: Ascension
God of War: Ascension (дословно: Бог Войны: Восхождение) — видеоигра от третьего лица в жанре action-adventure, разработанная студией Santa Monica Studio и опубликованная Sony Computer Entertainment. Игра была выпущена 12 марта 2013 года для консоли PlayStation 3 (PS3). Это седьмая игра в серии God of War и первая в хронологическом порядке. Игра основана на греческой мифологии. Игрок контролирует главного героя Кратоса, бывшего слугу бога войны Ареса, который обманом заставил Кратоса  убить свою жену и дочь. В ответ на эту трагедию Кратос отрекся от Ареса, нарушив свою священную клятву богу. Поэтому Кратос был заключен в тюрьму и подвергнут пыткам тремя эриниями, почетными попечителями и исполнителями наказания. С помощью хранителя клятвы Оркоса, Кратос убегает и противостоит эриниям и Аресу, в надежде отомстить за свою семью.
Геймплей похож на предыдущие части серии и сосредоточен на комбо-атаках с применением основного оружия игрока — Лезвий Хаоса — и другого оружия, приобретенного по ходу игры. В игре часто встречаются quick time event'ы, а также есть режим свободной игры. В качестве альтернативных вариантов боя можно использовать четыре магические атаки. Также в игре представлены головоломки и элементы платформера. Ascension — это единственная часть серии, в которой есть мультиплеер. Ещё в игре была переработана боевая система, появилась новая механика игрового процесса и загружаемый контент.
God of War: Ascension получила в целом благоприятные отзывы от критиков, которые высоко оценили её зрелищность и эпичность действия. Некоторые рецензенты сказали, что история была не так убедительна, как в предыдущих частях. Многопользовательский режим игры получил смешанные отзывы. Хотя рецензенты сказали, что игровой процесс остался таким же крутым как и в других частях серии, они критиковали баланс и глубину боя. Ascension не получила столько наград и не продалась таким тиражом, каким продались её предшественники, но получила несколько номинаций, в том числе от Гильдии сценаристов США.
По состоянию на май 2017 игра разошлась тиражом в 2.25 млн.копий.

## Сюжет
God of War: Ascension является приквелом к остальным играм серии.
Пролог начинается с Кратоса, который был заключён в тюрьму, закован в цепи и жестоко изувечен эриниями за то, что он нарушил свою клятву крови богу войны Аресу; однако, с помощью одной из них — Мегеры, ему удаётся вырваться на свободу. Вскоре он обнаруживает, что сама тюрьма — это Бриарей, первый заключённый эриний, который нарушил клятву крови Зевсу. Он был превращен в Тюрьму Проклятых в наказание за предательство. Преодолевая иллюзию, созданную Тисифоной и её Демоном, Кратос в конце концов убивает Мегеру, отомстив ей за физические пытки и забирая Амулет Уробороса, который был отнят Эриниями у Кратоса, когда он был заключен в тюрьму.
Повествование переносится на три недели до заключения Кратоса. Кратос встречается с Оркосом в деревне Кирра, который сообщает, что видения, которые он испытывал, — это иллюзии, созданные эриниями, и советует ему найти Дельфийского оракула. По прибытии в храм Дельфы он побеждает Кастора и Поллукса, которые пытались убить оракула. Умирая, Оракул сообщает, что Кратосу надо отправиться на остров Делос, чтобы получить Очи Истины. Забрав себе Амулет Уробороса из ныне мертвого Кастора и Поллукса, Кратос отправляется в гавань Кирры, где снова встречается с Оркосом.
Через неделю Кратос прибывает на остров Делос и исследует разрушенную статую Аполлона. Он атакован всеми тремя эриниями и в конце концов захвачен. Оркос появляется и освобождает Кратоса, которого в это время перевозили в другое место. Оркос даёт Кратосу свой Клятвенный камень и рассказывает, что он и оракул Алетейя пытались предупредить Зевса о плане Ареса и эриний, которые в отместку взяли Очи Истины, тот самый предмет, который ищет Кратос. После рискованного путешествия Кратос использует Амулет Уробороса, чтобы восстановить статую и глаза, однако по завершении Испытаний Архимеда, Кратос снова попадает в засаду эриний, которые отбирают все его предметы и на этот раз пленяют его.
Повествование возвращается к настоящему времени. Тисифона и Демон создают другую иллюзию, чтобы обмануть Кратоса, но он преодолевает её и забирает обратно Клятвенный камень Оркоса. Он встречает Писца-гекатонхейра, который рассказывает, что эринии были изначально справедливыми, но из-за Ареса превратились в безжалостных существ. Продолжая погоню за эриниями, Кратос достигает двери в камеру Алекто, но, похоже, возвращается домой к своей жене и дочери: ещё одна иллюзия, на этот раз созданная Алекто. Она пытается убедить Кратоса, что он может жить в этой иллюзии, если он снова станет служить Аресу, но он отказывается. Разъярённые, Алекто и Тисифона атакуют Кратоса, который забирает Очи обратно, а Алекто превращается в гигантского морского монстра. После жестокой битвы Кратос использует Очи Истины, чтобы прорваться сквозь иллюзии эриний, и убивает их обеих, что разрушает тюрьму.
Кратос возвращается в Спарту, где его встречает Оркос. Он хвалит победу Кратоса над эриниями, но рассказывает, что Кратос не будет свободен от связи Ареса, если он не убьёт Оркоса. Он просит Кратоса убить его, что освободит их обоих от Ареса. Кратос сначала отказывается, но постоянные просьбы Оркоса в конечном счете заставляют Кратоса убить его. Кратос, освободившись от связи с Аресом, подвергается видениям о том, что он сделал, будучи слугой бога войны, которые будут преследовать его до самого конца его дней. Кратос сжигает свой дом с трупом Оркоса внутри и уходит, начиная свой путь к тому, чтобы стать слугой богов.

## Саундтрек
God of War: Ascension (Original Soundtrack) был записан Тайлером Бэйтсом и выпущен на ITunes 5 марта 2013 года SCE и La-La Land Records. Он был включен в качестве DLC в God of War: Ascension—Collector’s Edition и Special Edition. 15 октября саундтрек был предоставлен бесплатно на PSN в течение ограниченного времени. Примечательной особенностью саундтрека к Ascension является то, что его записал только один композитор. Во всех предыдущих играх было несколько композиторов. Бейтс сказал: «Моя цель заключалась в создании звука, который поддерживал вечную темную атмосферу God of War». Бейтс не сыграл ни в одну из предыдущих игр и предпочел не брать партитуру из них. Саундтрек был записан в студии Эбби-Роуд, и включает сольные вокальные работы от Рэйфа Перлмана и Цискандра Носта́льгия.

В течение всей записи Бэйтс использовал комбинацию разнообразных технических приёмов «для увеличения драмы игры», — сказала Эмили Макмиллан из Game Music Online, которая дала альбому 4 из 5 звезд. На треке «Warrior’s Truth» Бэйтс использовал главную тему из саундтрека God of War Жерара Марино и переделал её под атмосферу приквела. В записи трека «Visions of Ruin» использовались цимбалы, который редко используется в саундтреках к видеоиграм. В целом она сказала: «Музыка мощная, богатая и пульсирующая», хотя прослушивание всего альбома может показаться нудным.
| №                   | Название                      | Музыка              | Длительность |
| ------------------- | ----------------------------- | ------------------- | ------------ |
| 1.                  | «Primordial Rage»             | Tyler Bates         | 2:28         |
| 2.                  | «Bound By Blood»              | Bates               | 1:42         |
| 3.                  | «Ghosts of Kirra»             | Bates               | 1:53         |
| 4.                  | «Warrior's Truth»             | Bates               | 2:31         |
| 5.                  | «Temptation of the Flesh»     | Bates               | 1:27         |
| 6.                  | «Awakening the Hecatonchires» | Bates               | 2:13         |
| 7.                  | «Aletheia's Last Vision»      | Bates               | 2:46         |
| 8.                  | «Temple Carnage»              | Bates               | 2:12         |
| 9.                  | «Ascension»                   | Bates               | 2:03         |
| 10.                 | «Visions of Ruin»             | Bates               | 3:13         |
| 11.                 | «Temple of Delphi»            | Bates               | 2:35         |
| 12.                 | «A Touch of Insanity»         | Bates               | 2:04         |
| 13.                 | «The False Prophet»           | Bates               | 2:02         |
| 14.                 | «Shadow Revealed»             | Bates               | 3:40         |
| 15.                 | «Blood on the Canyon Walls»   | Bates               | 1:59         |
| 16.                 | «Streets of Sparta»           | Bates               | 2:15         |
| 17.                 | «Tribute to Apollo»           | Bates               | 1:28         |
| 18.                 | «The Son's Betrayal»          | Bates               | 1:32         |
| 19.                 | «Prison of the Damned»        | Bates               | 3:19         |
| 20.                 | «Martyr's Chamber»            | Bates               | 2:33         |
| 21.                 | «A Warning Too late»          | Bates               | 2:09         |
| 22.                 | «Trial of Archimedes»         | Bates               | 2:06         |
| 23.                 | «Python's Path»               | Bates               | 4:29         |
| 24.                 | «The Final Offer»             | Bates               | 2:57         |
| 25.                 | «Madness of the Fury Queen»   | Bates               | 2:33         |
| 26.                 | «The Marked One»              | Bates               | 2:07         |
| 27.                 | «Oath Keeper's Gift»          | Bates               | 3:19         |
| Общая длительность: | Общая длительность:           | Общая длительность: | 1:05:35      |

## Rise of the Warrior
Rise of the Warrior — графический роман Марианны Крукчик с рисунками Кристофера Ши. Доступный только на GodofWar.com, это рассказ-приквел, связанный с однопользовательскими и многопользовательскими режимами Ascension и имевший 20 глав, выпущенных с октября 2012 года по март 2013 года. В то же время эта игра — для социальных сетей. В ней игроки были привязаны либо к спартанцам, либо к троянцам, и решали различные задачи, чтобы заработать очки, например, отвечая на вопросы и решая загадки в каждой главе. В первом задании команды соревновались, чтобы заработать неделю эксклюзивного раннего доступа к многопользовательскому бета-тесту Ascension, который начался 12 декабря, и одномесячную подписку на PlayStation Plus, которая была выиграна спартанцами; троянцы получили доступ 17 декабря. Спартанцы также выиграли следующее задание и получили ранний доступ к демо-версии игры 20 февраля 2013 года.

## Отзывы
| Сводный рейтинг | Сводный рейтинг |
| Агрегатор       | Оценка          |
| --------------- | --------------- |
| GameRankings    | 79,34 %         |

### Комментарии
1. ↑  По состоянию на 2015 год Rise of the Warrior больше не доступен на GodofWar.com.